# Teratón
Un teratón es el equivalente en el SI de 1×1012 toneladas; 1.000 gigatones; 1.000.000 de megatones; 1.000.000.000 de kilotones; o 1.000.000.000.000 de toneladas en su formato totalmente expandido.
La energía liberada por la explosión de un teratón de TNT es de 4,184×1021 julios, equivalente
a la de un terremoto de magnitud 12 en la escala sismológica de magnitud de momento, o a la energía solar que recibe la tierra diariamente.